# Nina Andrycz
Nina Andrycz (Brest, 11 de noviembre de 1912-Varsovia, 31 de enero de 2014) fue una actriz polaca y esposa del político Józef Cyrankiewicz. Andrycz estudió en la Universidad de Vilna.

## Filmografía
- Warsaw Premiere (1951)
- Before Twilight (2009)